# Björn Rupprecht
Björn Rupprecht (* 10. Januar 1979 in Potsdam) ist ein ehemaliger deutscher Handballspieler und -trainer.
Der 1,90 Meter große und 88 Kilogramm schwere rechte Rückraumspieler war beim 1. VfL Potsdam aktiv und wechselte von dort zum SV 63 Brandenburg-West. Mit Potsdam spielte er in der 2. Bundesliga. Nach seiner aktiven Karriere war er sportlicher Leiter beim 1. VfL Potsdam, wo er im Juli 2014 als stellvertretender Vorsitzender in den Vorstand wechselte.
Als Sportstudent trainierte Björn Rupprecht während eines Auslandspraktikums 2004 die Handballnationalmannschaft von Sri Lanka mit; während eines Trainingsaufenthaltes in Deutschland setzen sich die Spieler ab. Die Begebenheit wurde unter dem Titel Spiel der Träume verfilmt.
Sein Vater Holger Rupprecht war Minister für Bildung, Jugend und Sport im Land Brandenburg und bis 2014 Präsident des VfL Potsdam.